# Out Here
Out Here è il quinto album discografico del gruppo musicale rock statunitense Love, pubblicato nel 1969.

## Tracce
Tutti i brani sono di Arthur Lee, tranne dove indicato.
Side A
1. I'll Pray for You – 3:50
2. Abalony – 1:50
3. Signed D.C. – 5:15
4. Listen to My Song – 2:28
5. I'm Down – 3:48

Side B
1. Stand Out – 3:00
2. Discharged – 1:30
3. Doggone – 12:00

Side C
1. I Still Wonder (Jay Donnellan, Arthur Lee) – 3:05
2. Love Is More Than Words or Better Late Than Never – 11:20
3. Nice to Be – 1:50
4. Car Lights On in the Daytime Blues – 1:10

Side D
1. Run to the Top – 3:00
2. Willow Willow – 3:22
3. Instra-Mental – 3:00
4. You Are Something – 2:05
5. Gather 'Round – 4:50

## Formazione
- Arthur Lee - chitarra, armonica, piano, organo, voce
- Jay Donnellan - chitarra
- Frank Fayad - basso
- George Suranovich - batteria